# Prave jegulje
Prave jegulje (riječne jegulje, slatkovodne jegulje, Jeguljke, Anguillidae), porodica riba iz reda jeguljki (Anguilliformes). Prave jegulje cijeli život provode u rijekama ili bočatim vodama a mrijeste se u oceanu, što podrazumijeva dug migracijski put do mjesta gdje su se izlegle.
Porodici pravih jegulja do 2008 godine pripadao je samo rod Anguilla, a prvu od njih opisao je Linnaeus još 1758., to je Anguilla anguilla ili europska jegulja. Godine 2008. otkrivena je u Nepalu jedna nova vrsta koja je nazvana Neoanguilla nepalensis koja maksimalno naraste 3.3 cm

## Rod i vrste
- Anguilla anguilla (Linnaeus, 1758)
- Anguilla australis australis Richardson, 1841
- Anguilla australis schmidtii Phillipps, 1925
- Anguilla bengalensis (Gray, 1831)
- Anguilla bicolor bicolor McClelland, 1844
- Anguilla bicolor pacifica Schmidt, 1928
- Anguilla breviceps Chu & Jin, 1984
- Anguilla celebesensis Kaup, 1856
- Anguilla dieffenbachii Gray, 1842
- Anguilla interioris Whitley, 1938
- Anguilla japonica Temminck & Schlegel, 1846
- Anguilla labiata (Peters, 1852)
- Anguilla luzonensis Watanabe, Aoyama & Tsukamoto, 2009
- Anguilla malgumora Kaup, 1856
- Anguilla marmorata Quoy & Gaimard, 1824
- Anguilla megastoma Kaup, 1856
- Anguilla mossambica (Peters, 1852)
- Anguilla nebulosa McClelland, 1844
- Anguilla obscura Günther, 1872
- Anguilla reinhardtii Steindachner, 1867
- Anguilla rostrata (Lesueur, 1817)
- Neoanguilla nepalensis Shrestha, 2008

Izvori za vrste